# 伯奇庫利鎮區 (明尼蘇達州倫維爾縣)
伯奇庫利鎮區（英語：Birch Cooley Township）是位於美國明尼蘇達州倫維爾縣的一個行政鎮區。

## 地方資料
伯奇庫利鎮區的面積為107.41平方千米，當中陸地面積為107.33平方千米，而水域面積為0.08平方千米。根據2020年美國人口普查的數據，當地共有人口229人，而人口密度為每平方千米2.13人。